# Тирш, Август
Август Тирш (нем. August Thiersch; 28 ноября 1843, Марбург, Гессен — 1 января 1917, Цюрих, Швейцария) — немецкий архитектор и педагог, профессор Мюнхенского технического университета. Старший брат архитектора Фридриха фон Тирша.

## Биография
Август Тирш родился и провёл детство в Марбурге, земля Гессен. Его отец — филолог и теолог Генрих Вильгельм Йозиас Тирш (Heinrich Wilhelm Josias Thiersch, 1817—1885), сын филолога-эллиниста и реформатора образования Фридриха Вильгельма фон Тирша. Его братом был архитектор Фридрих фон Тирш, а среди его четырёх сыновей были классический археолог Герман Тирш (1874—1939) и основатель и директор Университета искусств и дизайна в Галле архитектор Пауль Тирш (1879—1928).
Вместе с отцом Август Тирш использовал псевдоним Астериос (Asterios) при публикации в 1879 году в Нёрдлингене своей книги «Физиогномика Луны» (Die Physiognomie des Mondes), с помощью которой, следуя работам Мюллера, Нэсмита и Карпентера, они попытались объяснить современный вид лунной поверхности. По их мнению, Море Дождей было создано в результате удара метеорита. В 1883 году они снова опубликовали книгу в Аугсбурге под своими настоящими именами.

## Творческая биография
Как и его брат Фридрих, Август Тирш изучал архитектуру. С 1866 по 1868 год работал на строительстве железных дорог в Средней Франконии и на строительстве мостов на линии Браунау. Затем он стал помощником архитектора Готфрида фон Нойрейтера в Политехнической школе Мюнхена. С 1875 года работал в этой школе профессором, а с 1877 года (после переименования школы в Королевскую Баварскую Техническую Высшую Школу) — профессором истории строительства и теории дизайна до выхода на пенсию в 1908 году. Вместе со своими коллегами-архитекторами Габриэлем фон Зейдлем (1848—1913), Гансом Грасселем (1860—1939) и Францем Целлем (1866—1961). В 1902 году Август Тирш был одним из соучредителей «Ассоциации народного искусства и фольклора» в Мюнхене, которая позже была переименована в «Земельную ассоциацию Баварии по сохранению родины» (Bayerischer Landesverein für Heimatpflege).
- Церковь Святой Урсулы. Мюнхен. 1894–1897
- Церковь Искупителя. Айхштетт. 1886–1887
- Церковь Христа. Берхтесгаден. 1897–1899

## Основные постройки
1871: Католическая апостольская капелла в Аугсбурге.
1874: Вилла Теодорович в Тегернзее.
1886—1887: Протестантская церковь Христа-Искупителя и дом приходского священника в Айхштетте.
1894—1897: Католическая приходская церковь Святой Урсулы в Мюнхене.
1897—1899: Церковь Христа в Берхтесгадене.
1907: Ратуша в Шлирзее.
1908: Католическая приходская церковь в Эберсберге.
1910: Трансформаторные станции в Зонтхофене.
1910: Мост Каммерер в Траунштайне